# エディット・スコブ
エディット・スコブ（Édith Scob、1937年10月21日 - 2019年6月26日）は、フランス出身の女優。
60年以上のキャリアを誇り、映画・テレビドラマ以外に舞台女優としての実績を持つ。夫は、作曲家のジョルジュ・アペルギス。

## 経歴
1937年10月21日、パリに生まれる。
1960年、ジョルジュ・フランジュ監督の『顔のない眼』に出演する。
2008年、オリヴィエ・アサイヤス監督の『夏時間の庭』に出演し、2009年の第34回セザール賞助演女優賞にノミネートされる。
2012年にはレオス・カラックス監督の『ホーリー・モーターズ』に出演し、2013年の第38回セザール賞助演女優賞にノミネートされた。

## フィルモグラフィー

### 映画
- 顔のない眼（1960年）
- 火刑の部屋（1962年）
- 殺人紳士録（1962年）
- ジュデックス（1963年）
- 銀河（1969年）
- 雨のエトランゼ（1971年）
- 愛の地獄（1977年）
- The Suspended Vocation（1978年）
- 殺意の夏（1983年）
- ポンヌフの恋人（1991年）
- 溶岩の家（1994年）
- エステサロン ヴィーナス・ビューティ（1999年）
- 見出された時 「失われた時を求めて」より（1999年）
- 女写真家ソフィー（2000年）
- ヴィドック（2001年）
- ジェヴォーダンの獣（2001年）
- 列車に乗った男（2002年）
- 薬指の標本（2005年）
- 夏時間の庭（2008年）
- The Long Falling（2011年）
- ホーリー・モーターズ（2012年）
- ワニの黄色い目（2014年）
- ボヴァリー夫人とパン屋（2014年）
- レンタルファミリー（2015年）
- 劣等生（2016年）
- 未来よ こんにちは（2016年）[9]
- ラブ・セカンド・サイト はじまりは初恋のおわりから（2019年）